# Förby, Ormsö
Förby är en by (estniska: küla) i Estland. Den ligger på Ormsö som ligger utanför landets västkust, i Ormsö kommun och landskapet Läänemaa, 103 kilometer sydväst om huvudstaden Tallinn. Byn hade 5 invånare år 2011.
Förby ligger på västra Ormsö och angränsar till byarna Saxby i norr och Magnushov (estniska: Suuremõisa) i sydväst. Åt väster ligger Hares sund (Harri kurk) som skiljer Ormsö från Dagö. Söderut ligger Västurvike och halvön Hovsholmen. Ön Hares i Hares sund tillhör Förby. Byn ligger cirka 6 km nordväst om Ormsö kommuns centralort Hullo.
Förby ligger på Ormsö som jämte Nuckö traditionellt har varit centrum för estlandssvenskarna. Ortnamnen på Ormsö minner om estlandssvenskarnas historia. Det estlandssvenska uttalet av bynamnet är fe:rbe. Ormsö avfolkades nästan helt under andra världskriget när flertalet estlandssvenskar flydde till Sverige. Åren 1977-1997 var byns officiella namn Förbi.